# チャールズ川
チャールズ川（チャールズがわ、英: Charles River）は、アメリカ合衆国マサチューセッツ州を流れる川である。
全長80 mi (129 km)のチャールズ川は、ボストンより南西に位置するボストンマラソンのスタート地点で知られるホプキントンに源を発し、北東に向かい23都市を経由して大西洋、マサチューセッツ湾のボストン港に注ぐ。

## 概要
ホプキントンにあるエコー湖北のテレサ通りから州東部の23都市を通りボストン港に流れる全長80マイル(129km)のチャールズ川は、80渓流およびいくつかの主要な帯水層から流れ込む。33の湖や池および35の自治体がチャールズ川流域に属する。チャールズ川の全長および広範囲に亘る流域(308平方マイル(798km2))に関わらず、その水源は河口から26マイル(42km)しか離れておらず、水源から河口までの標高差は350フィート(107m)しかない。チャールズ川の分水流域にはナチュラル・ヴァレイ・ストレイジと呼ばれる8,000エーカー以上におよぶ湿地保護区が含まれる。これらの地域は下流の水量の調節や自生の種の保存に重要な役割を担っている。
沿岸にはブランダイス大学、ハーバード大学、ボストン大学、マサチューセッツ工科大学がある。河口付近は川幅も広く、ボストンのダウンタウン、ケンブリッジ、チャールズタウンの境界を成す。チャールズ川遊歩道にはハッチシェルがあり、夏季にはコンサートなどのイベントが開催され、特に独立記念日のイベントで知られる。ウォータータウン・ダムとウエルスリーの間の流域はチャールズ川上流保護区、およびヘムロック・ゴージ保護区、カトラー・パーク、エルム・バンク保護区などの州の組織により保護されている。

## 歴史

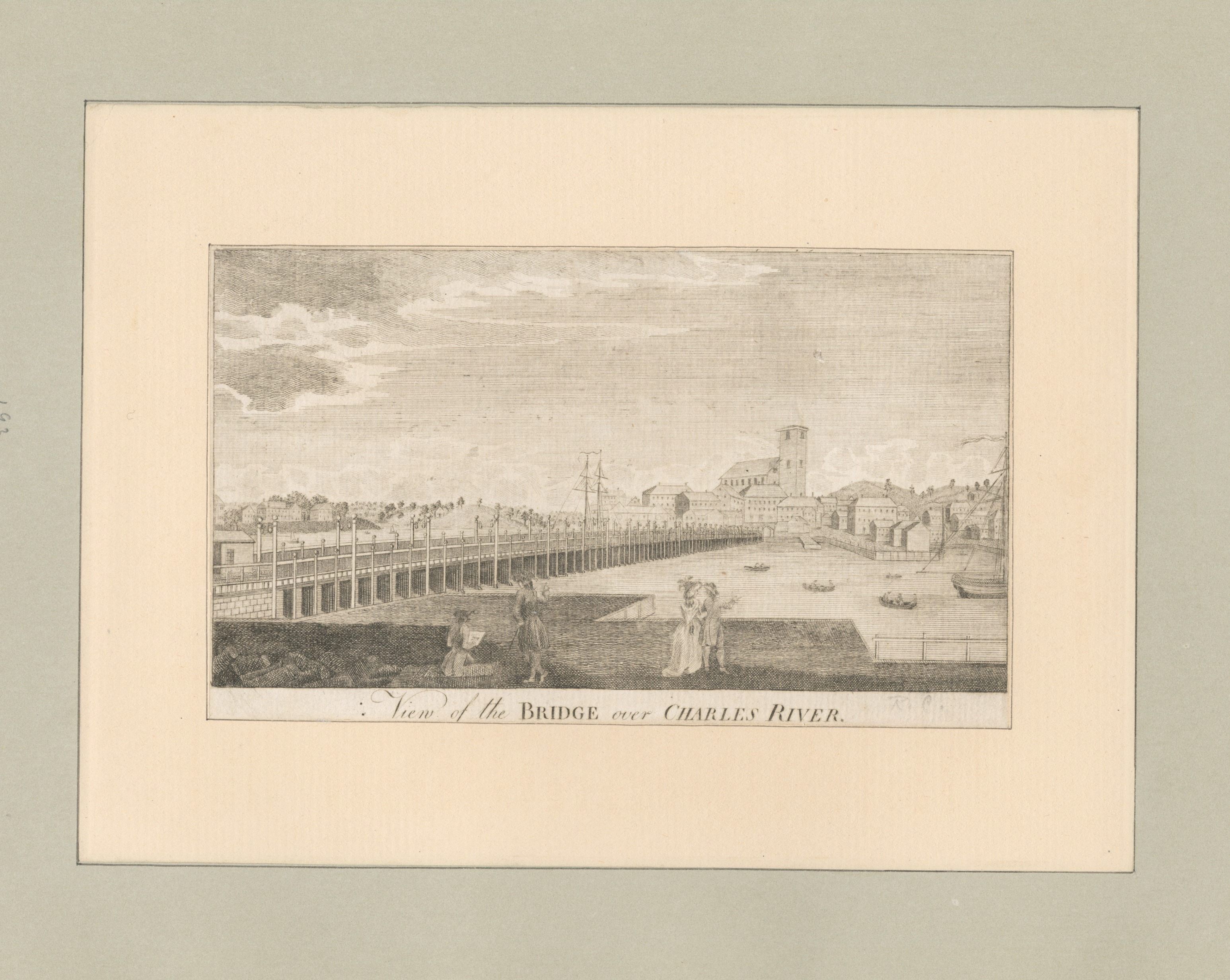
『View of the bridge over Charles River 』 [https://commons.wikimedia.org/wiki/File:View_of_the_bridge_over_Charles_River_(NYPL_b13049824-424747).jpg ニューヨーク公立図書館

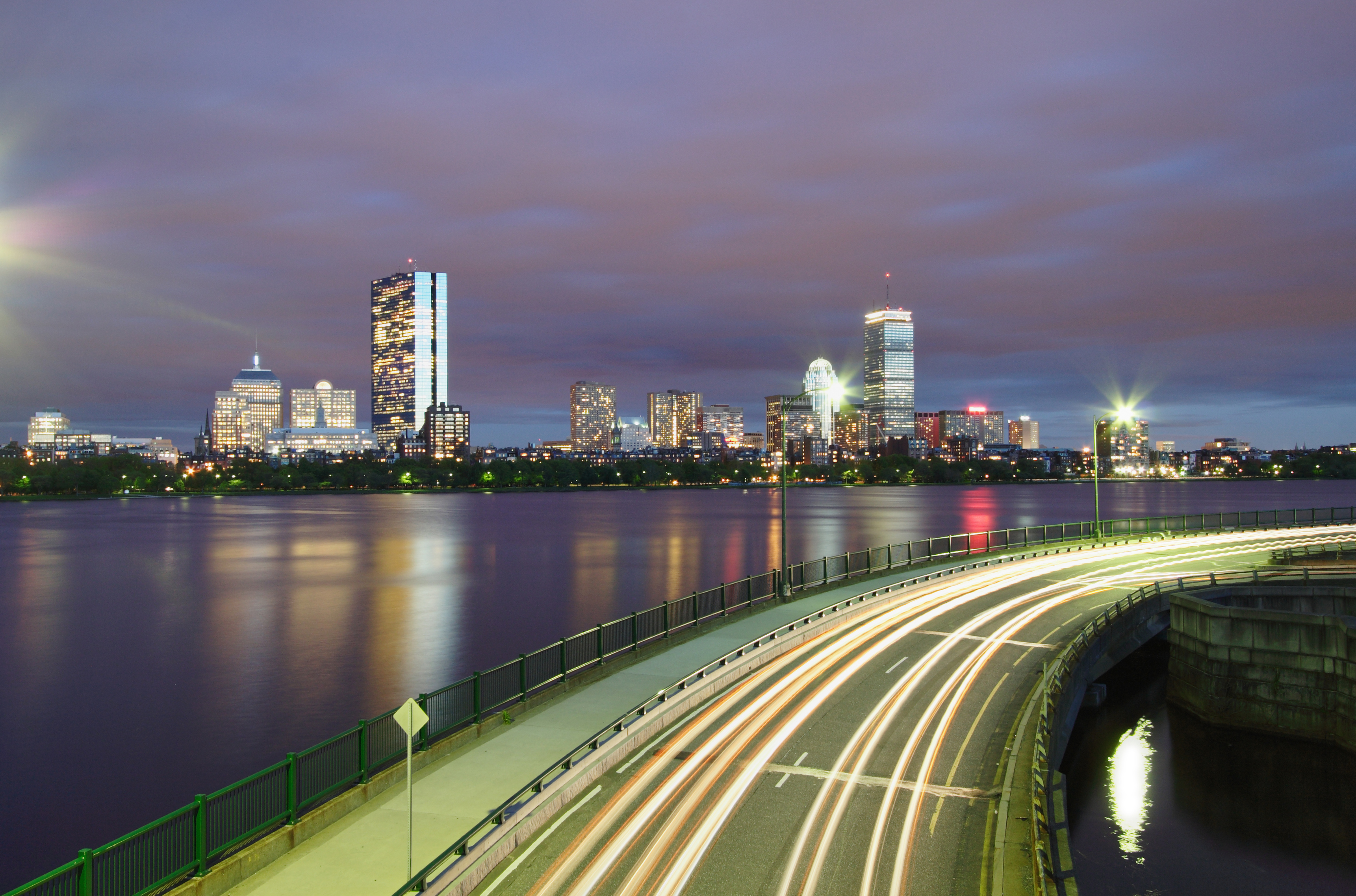
夜のメモリアル・ドライブ(手前)およびバックベイ(奥)

ネイティヴ・アメリカンによりマサチューセッツ南東部からニューイングランド北部への交通手段、あるいは漁場として使用されていた。
ジョン・スミスはニューイングランドを探検して海岸の地図を作成し、その際様々なものに名称を付け、現在のチャールズ川をマサチューセッツ族に因み「マサチューセッツ川」と名付けた。スミスがイングランド王チャールズ1世に披露した際、「野蛮な名前」から「英語名」に変更することを提案した。王は多くの名称を変更したが、現存するのは自身の名を冠した「チャールズ川」を含めて4つのみである。
標高差の少なさから流れが緩やかであるが、デダムの初期の入植者はチャールズ川を水車小屋に利用した。1639年、町はチャールズ川から近くのネポンセット川に流れる小川まで運河を設立した。その際チャールズ川は分岐し、新たな水車の運行が可能となった。この運河および小川は現在マザー・ブルックと呼ばれている。この運河は北アメリカ最古の運河とされており、現在も洪水調節のために使用されている。
1814年、フランシス・カボット・ロウエルはウォルサムにアメリカ初の統合化された繊維工場を設立し、19世紀までにチャールズ川流域はアメリカで最も工業化された地域の1つとなった。すぐに多くの水車や工場にその水力が供給されるようになった。19世紀末までに流域に20ものダムが建設され、そのほとんどが工業用の水力発電として使用された。1875年の政府報告書によると、ウォータータウ・ダムからボストン港までの9.5マイル(15km)に水車が43か所あった。
1816年から1968年、アメリカ陸軍は銃や弾薬の倉庫を操業し、のちにウォータータウン工廠と呼ばれるようになった。うち数十年間は南北戦争、第二次世界大戦などアメリカの様々な戦争で重要な役割を担った。その舞台となったウォータータウンのチャールズ川流域は甚大な被害を受けた。工廠はスーパーファンド適用地となり、政府により閉鎖されて他の用途で使用できるよう安全が保たれるまでに改善された。当時チャールズ川沿いの多くの工場や水車は経済の向上の一端を担っていたが、甚大な公害も引き起こした。

### ボストンとケンブリッジの境

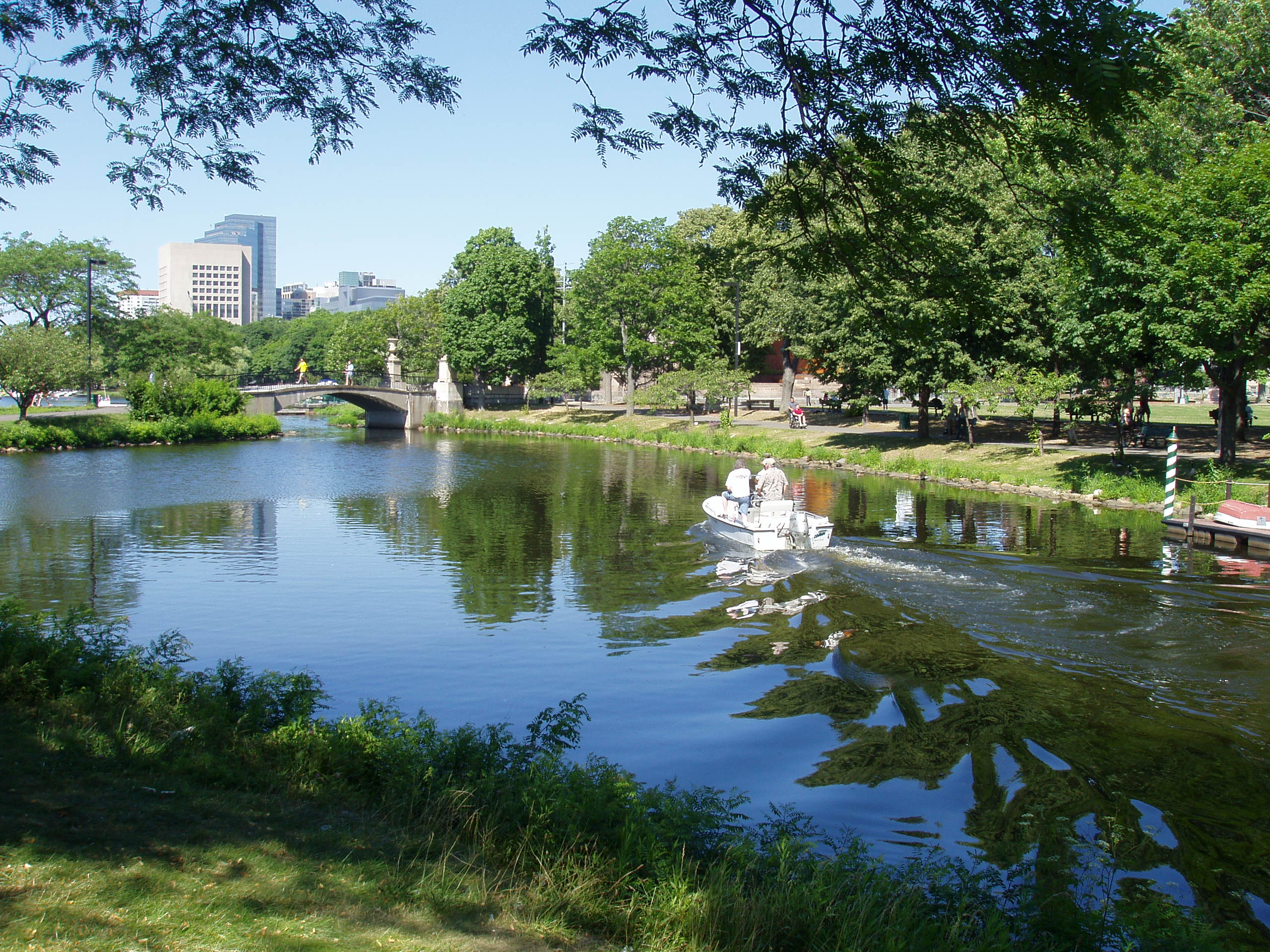
ある晴れた日のチャールズ川遊歩道

現在のチャールズ川におけるボストンとケンブリッジの境はほとんど人工的に設計されたものである。1891年、マサチューセッツ州知事ウィリアム・E・ラッセルはオウエン・A・ガルヴァンをチャールズ川向上委員会長に任命した。フレデリック・ロー・オルムステッドおよびガイ・ロウエルに師事した著名な造園設計士（ランドスケープアーキテクト）のチャールズ・エリオット、アーサー・シャークリフが設計を牽引した。この設計にはチャールズタウンの新設ダムからウォータータウン・スクエアのダムまでのチャールズ川沿岸19マイル(31km)に公園および自然区域20か所以上が含まれる。
1890年代にエリオットはハンブルクのAlster川をモデルにすでに現在の河川設計を思い描いていた。しかしエリオットの死後、ジェイムズ・ジャクソン・ストロウにより現在のボストン科学博物館となるチャールズ川河口でダムの大規模工事が開始した。1910年に完成したこのダムは、ボストンからウォータータウンの水位を一定に保ち、干潟をなくし、レヴェレット・サークルとチャールズゲイトの間に堤防が建てられた。ストロウの死後、妻は遊歩道沿いにより美しい公園設立のために100万ドルを寄付し、1936年、遊歩道はストロウ記念遊歩道と名付けられた。この寄付金によりチャールズ川沿いに多くの公園設立が可能となった。1950年代、遊歩道の端に沿ってチャールズ・サークルとソルジャー・フィールド・ロードを結ぶハイウェイが建てられストロウ・ドライブと名付けられた。このハイウェイから川に向かい、遊歩道が拡大された。
ボストン大学橋でチャールズ川を横断するハイウェイが計画されたが、1970年代に中止となった。

### 公害および改善
産業排水処理や都市流出水が下水として周辺都市から流れ込み、チャールズ川は水質汚染の高さで知られるようになった。バーナード・デヴォートは『ハーパーズ・マガジン』の中で「チャールズ川は産業排水や廃水により汚染され、油汚れが浮き、悪臭がして不快」と記した。川はピンクやオレンジなど有毒な色に染まることもあった。
かつては川遊びの場所として人気であったが、汚染率の高さから州はケンブリッジのマガジン・ビーチやゲリー・ランディングなど複数の川遊び場所を閉鎖した。

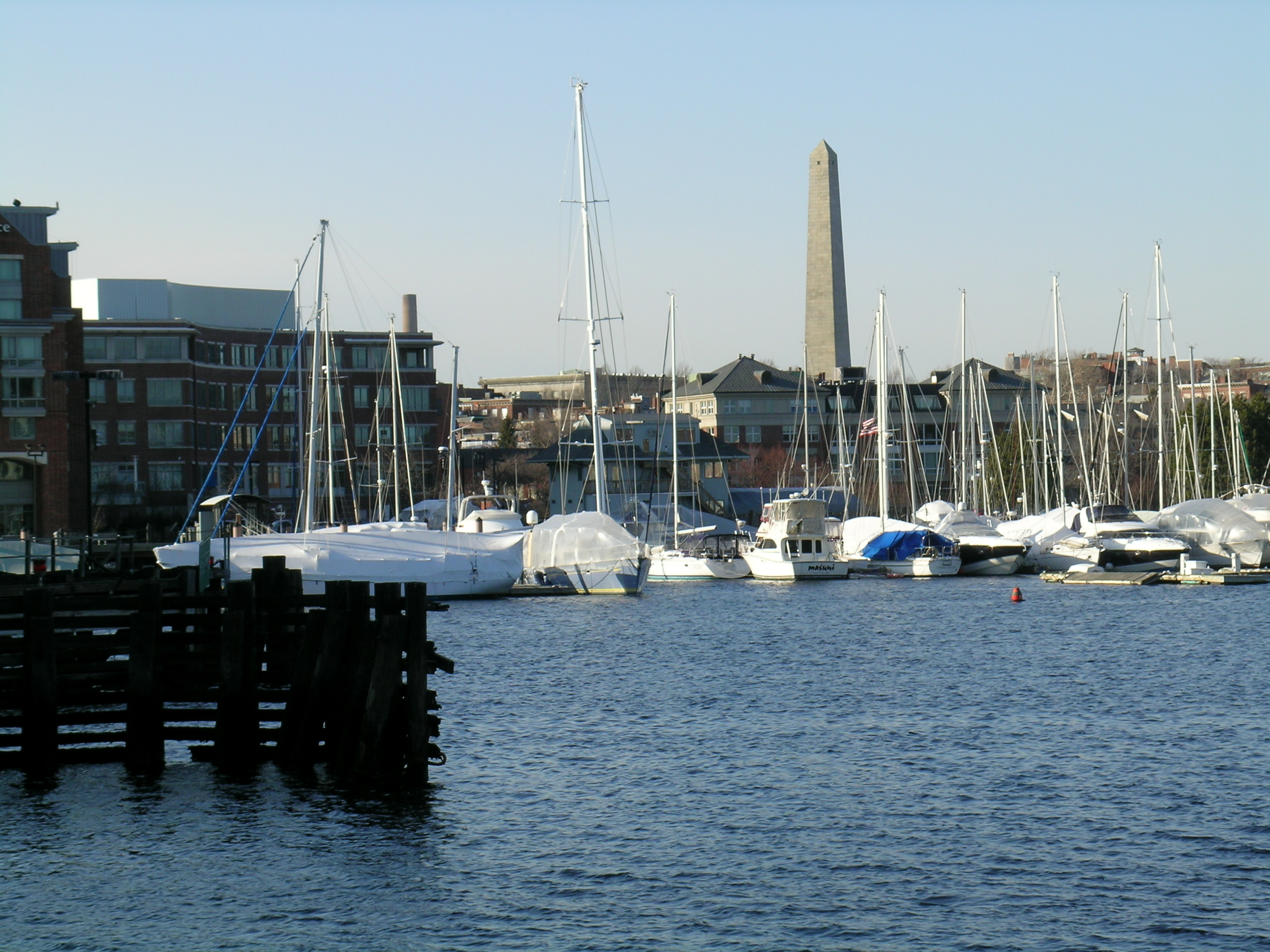
ヨットが停泊しているチャールズタウン側の岸。バンカーヒル記念塔が奥に見える。

1960年代までに水泳や釣りができるよう水質浄化に尽力し、1965年にチャールズ川分水協会が創立し恒久的にチャールズ川の浄化が行なわれるようになった。1978年、科学博物館から下流に海水が流れ込まないようにするための新たなチャールズ川ダムが建設された。
1995年、アメリカ合衆国環境保護庁は2005年までに遊泳可能な水質にするよう公告した。1996年、ウィリアム・ウェルド州知事は水質浄化の公約を証明するため着衣のまま川に飛び込んだ。2004年11月12日、クリストファー・スウェインは初めてチャールズ川全長を泳ぎ、川の環境改善を啓発した。2007年7月、50年以上ぶりの公認水泳競技会となるチャールズ川マスターズ・スイム・レースを開催した。
官民連携により合流式下水道や雨水の表面流出の排除に焦点を当てることにより、水質浄化に劇的に効果があった。ウェルドの飛び込み以降、川の水質は格段に向上したが、2005年になりようやく川全体が泳げる水質になった。

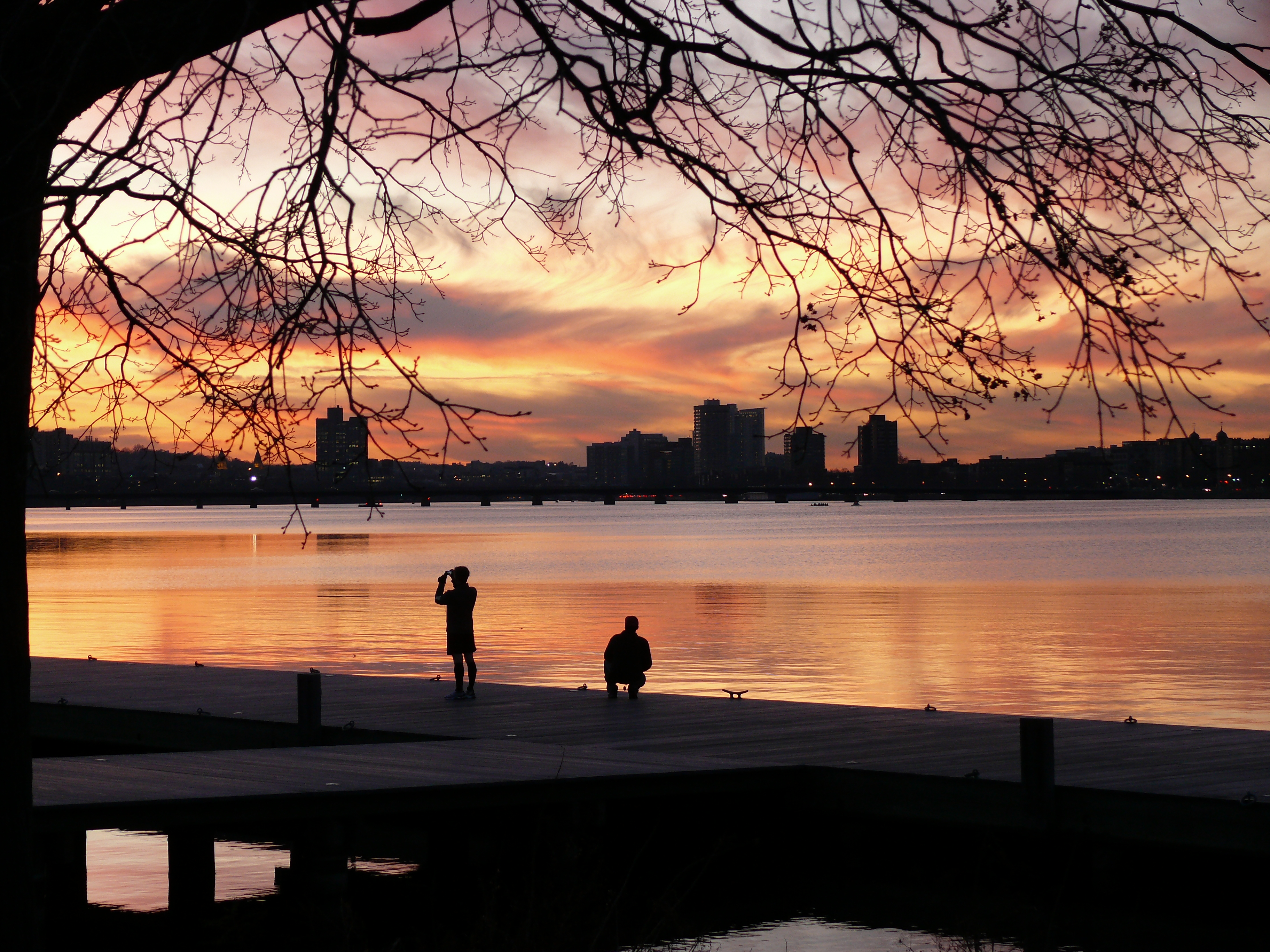
2010年12月、チャールズ川の夕焼け

Conservation Law Foundation は、熱により有害な微生物が発生するとして、ケンドール・スクエア近くにある北米ヴェオリア・ケンドール発電所のためにミラント社に認可が与えられていることに抗議した。
大雨の後、雨水の表面流出や下水の溢れ出しにより汚染物質が流入し、水質が下がることがある。2011年、環境保護庁は州定標準細菌数を満たす日数は、乾燥日はボート乗りの場合96%、遊泳の場合89%、雨天日のボート乗りの場合74%、遊泳の場合35%となると報じた。ボート乗り可能指数および遊泳可能指数が1995年では39%と19%であったが、2011年には82%と54%に向上した。
2008年4月、『Journal of the American Water Resources Association 』の記事によると、ノースイースタン大学の研究者たちは、しばらく降水がないとチャールズ川の大腸菌真正細菌の濃度が高まることを発見した。
カキが川の浄水に使用されている。
2013年現在、チャールズ川でのボートは許可されているが、許可のない遊泳は250ドルの罰金となっている。2007年、チャールズ川スイミング・クラブが組織され、毎年メンバーによる競技会が開催されるが、特別許可が必要であり、数日前から水質および降水量の調査を行なわなければならない。1950年代以来、チャールズ川管理委員会、チャールズ川分水協会、チャールズ川遊歩道協会、レクリエーション局により2013年7月13日に初めて公衆遊泳場としてオープンした。競技会および遊泳は有害な沈殿物を避けるため深い部分で飛び込みにより行われる。

## ギャラリー

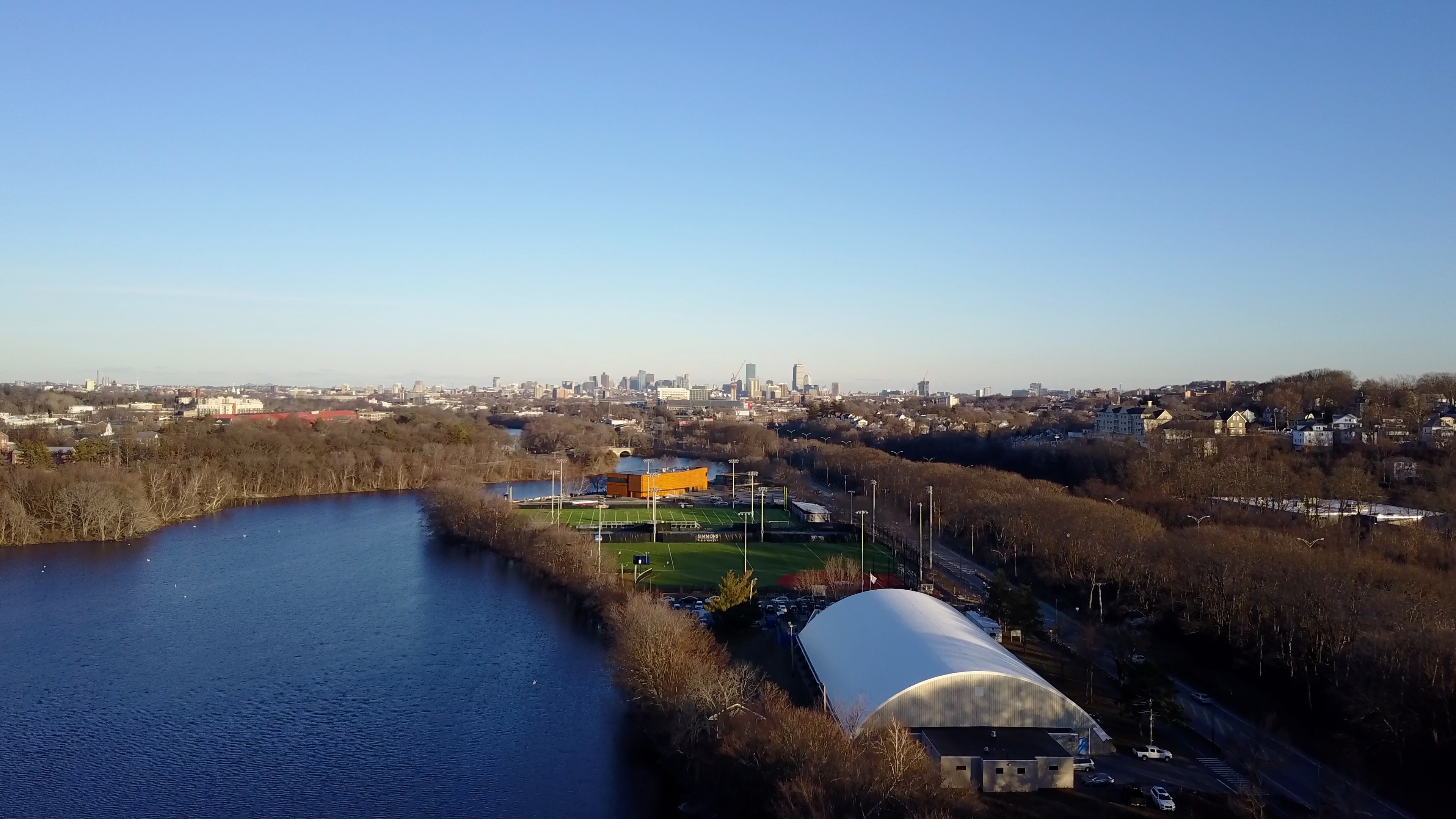
ノナンタムからボストン側への眺め
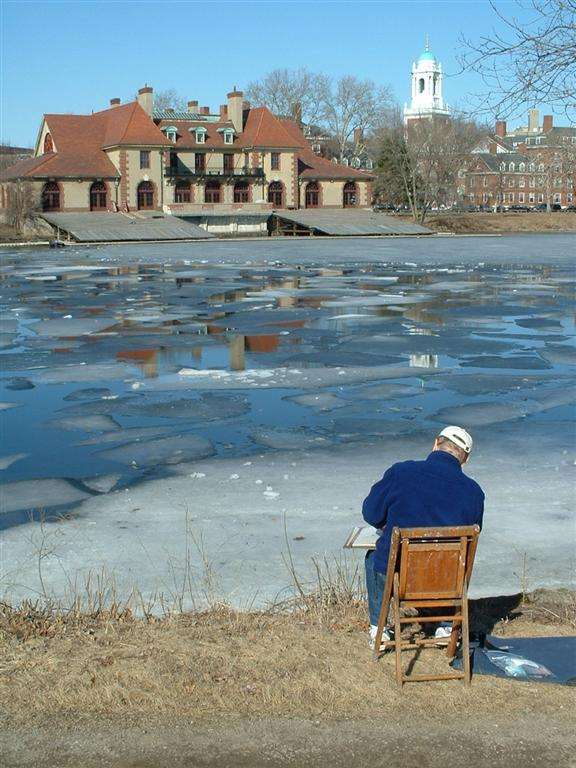
ボストン側からウェルド・ボートハウスの眺め。右奥にはハーバード大学メイン・キャンパス。
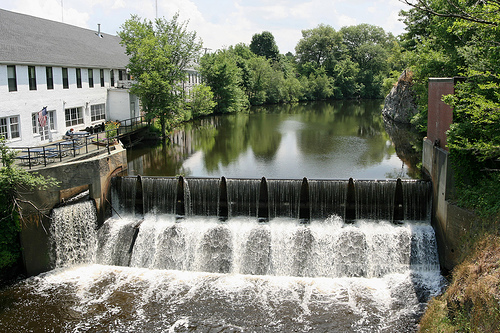
ニュートン・アッパー・フォールズ
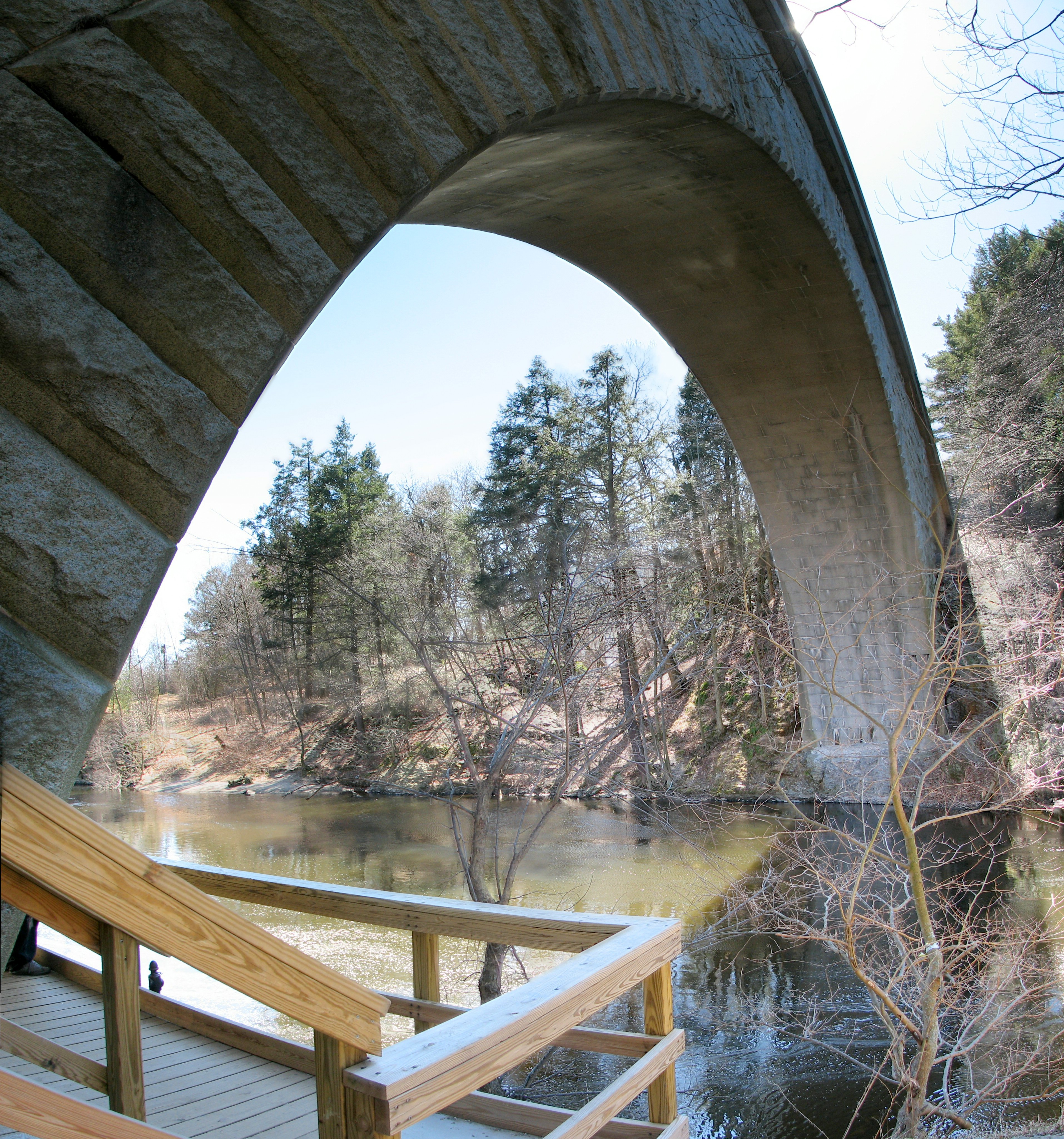
ニュートンにあるエコー橋の下
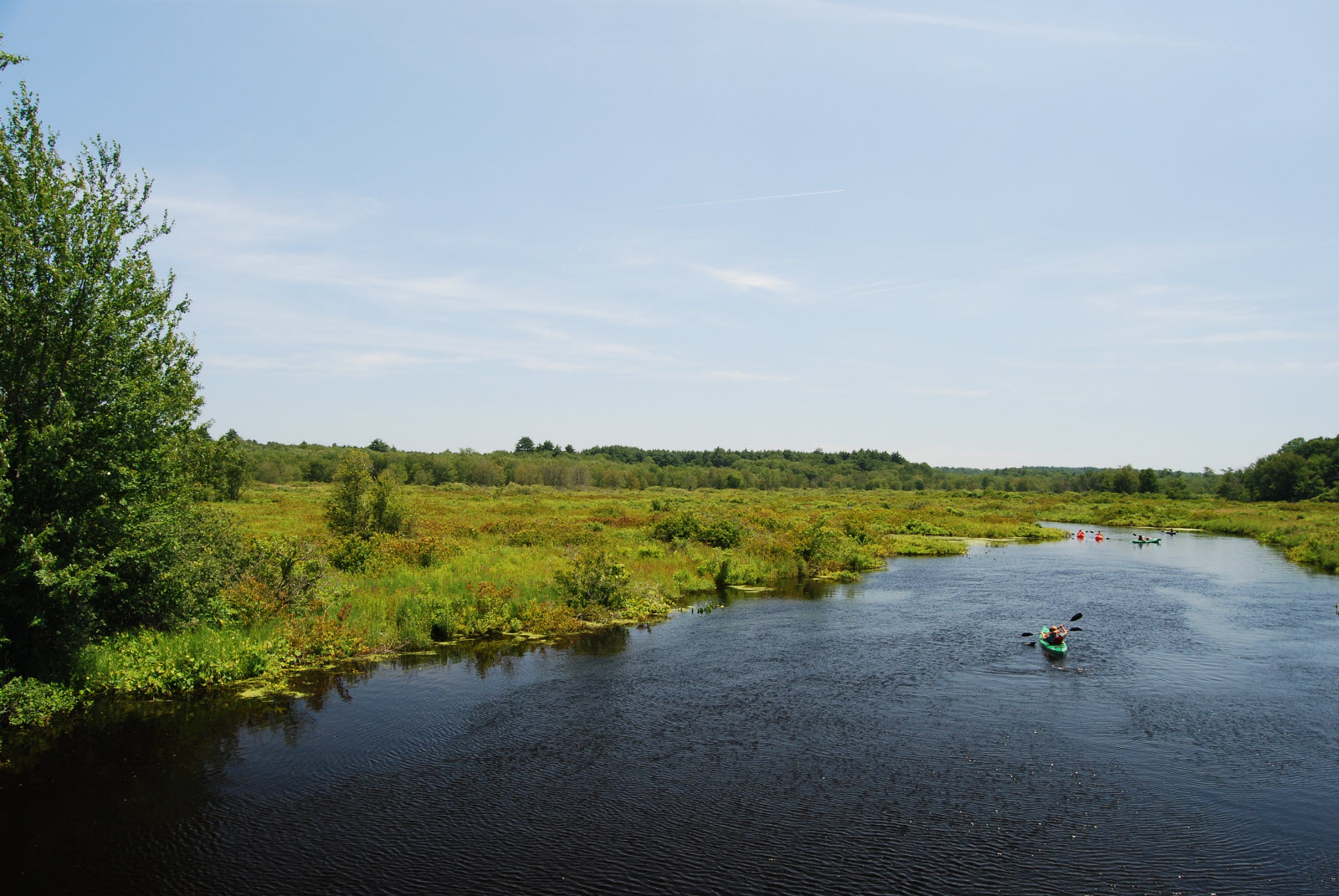
メドフィールドとミリスの町境
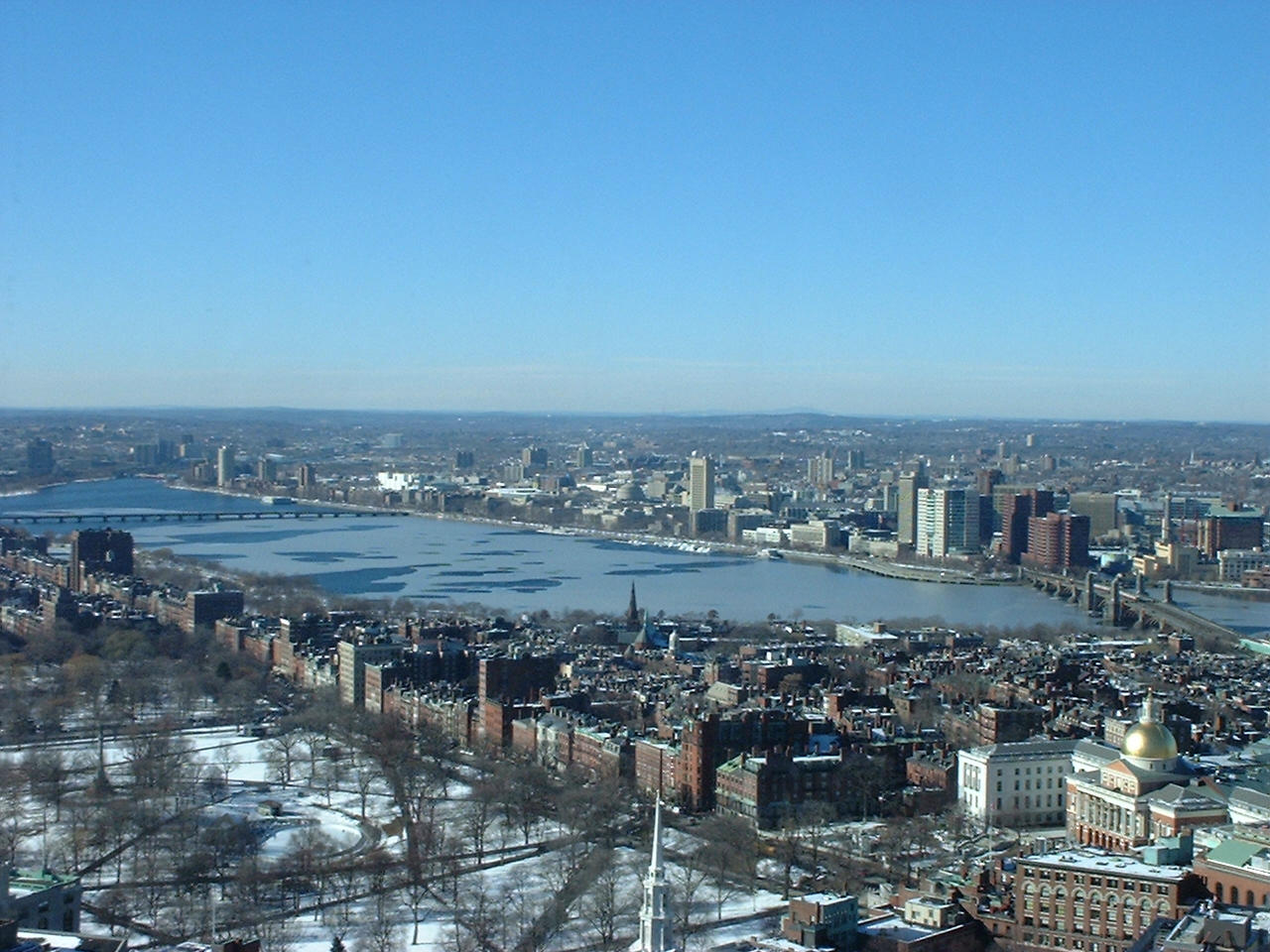
ボストンのオフィス街
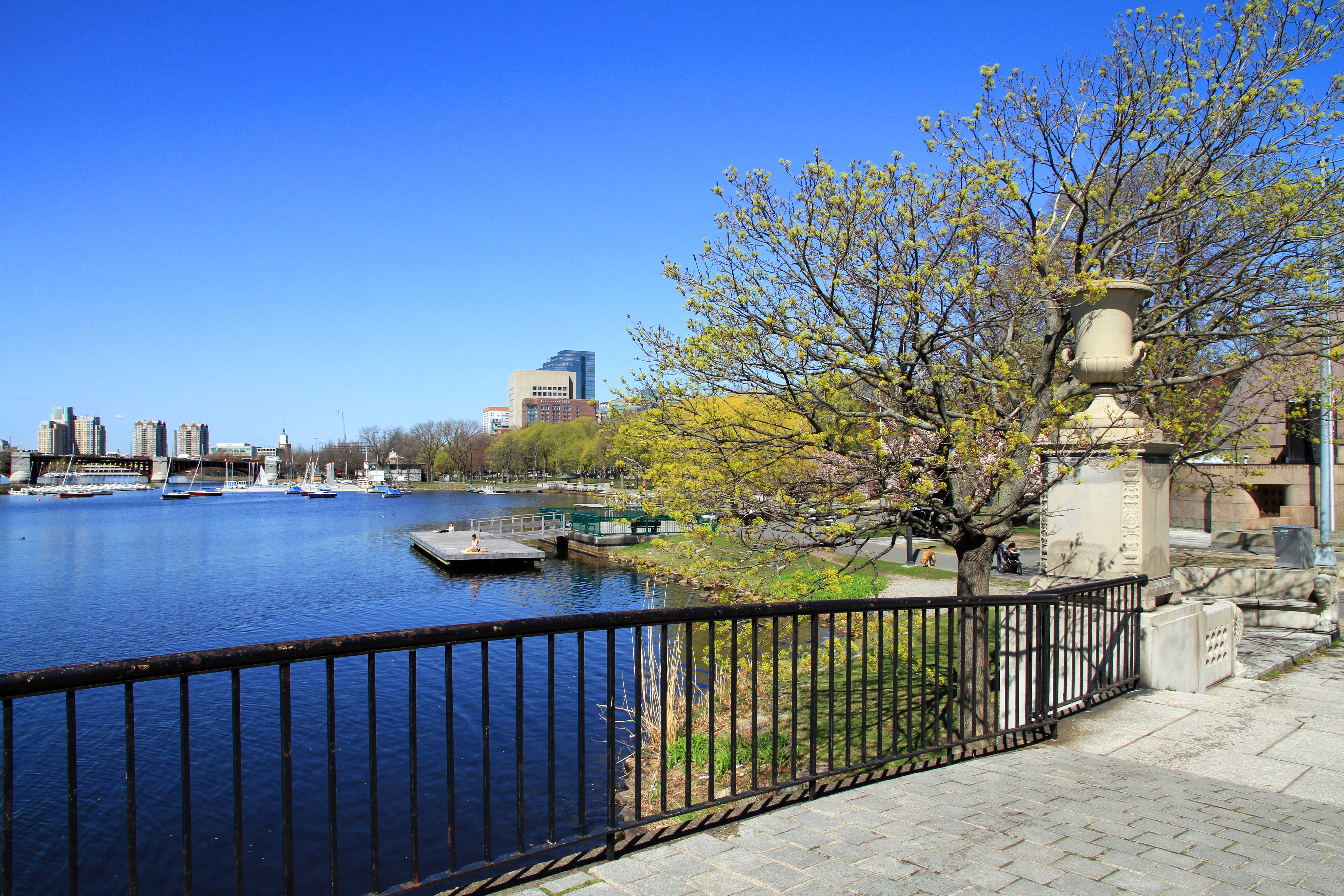
2013年、遊歩道
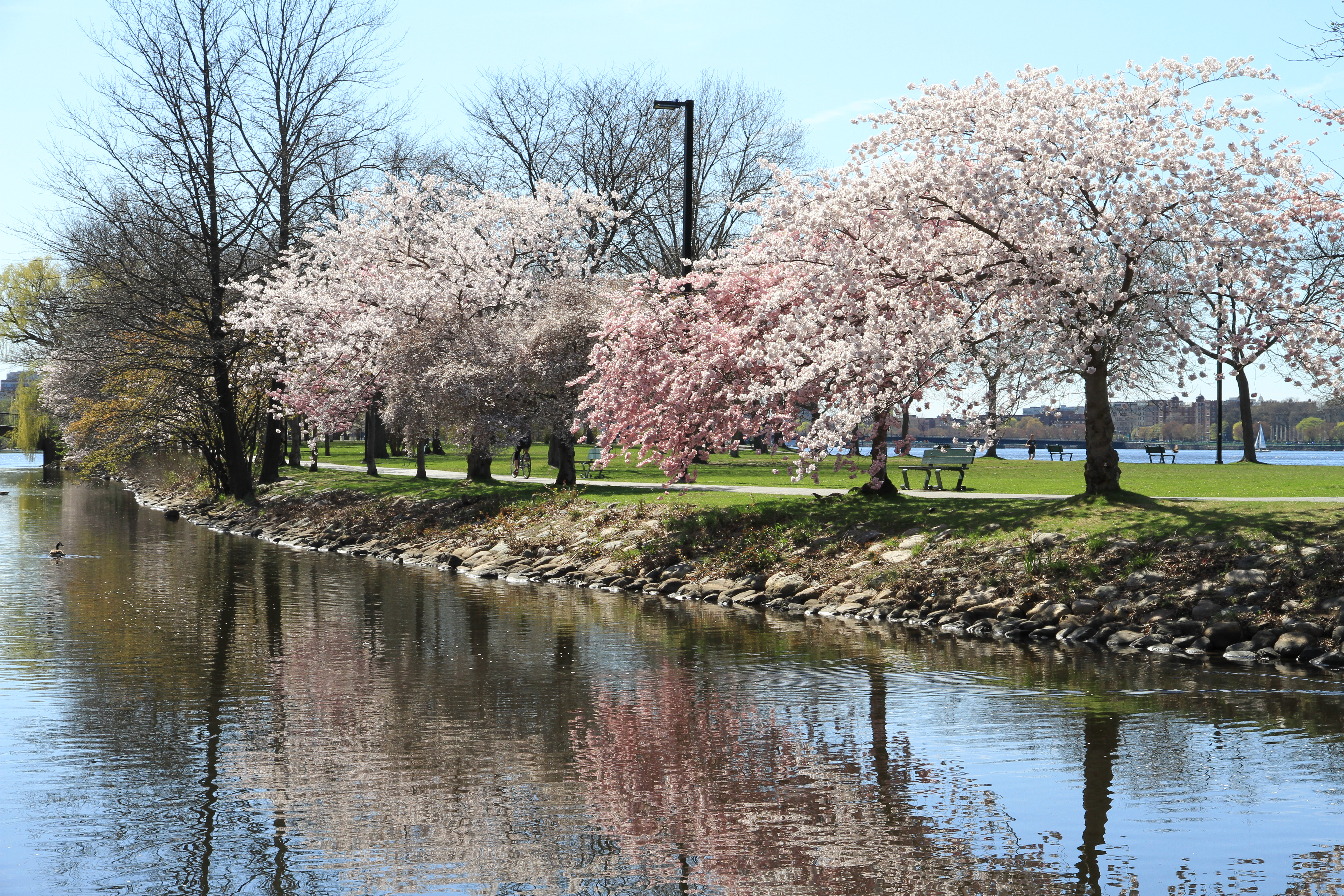
2013年、遊歩道
ボストン大学橋からダウンタウンの眺め
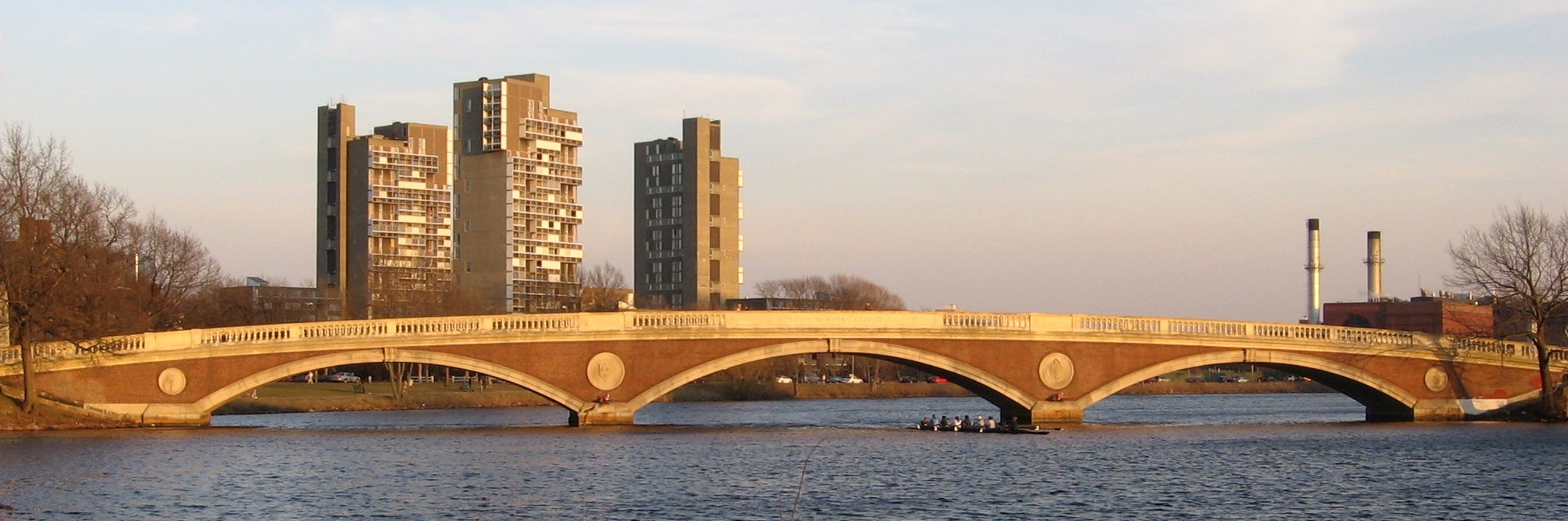
ジョン・W・ウィークス橋

## 特記事項
1. ↑  The Charles River Conservancy was founded by Renata von Tscharner.